# Leodonta zenobia
Leodonta zenobia is een vlindersoort uit de familie van de Pieridae (witjes), onderfamilie Pierinae.
Leodonta zenobia werd in 1865 beschreven door C. & R. Felder.